# Мирослав Влаховський
Мирослав Влаховський (3 лютого 1970, Братислава) — словацький дипломат і державний службовець, посол у Великій Британії та Данії. Міністр закордонних та європейських справ Словаччини у 2023 році.

## Життєпис
Народився 3 лютого 1970 року у місті Братислава. У 1994 році закінчив вивчення філософії та соціології на філософському факультеті Університету Коменського в Братиславі.
З 1994 року працював головним редактором журналу Medžínárodné otázky у Словацькому інституті міжнародних досліджень (SIMŠ). У 1995—1998 роках був директором науково-дослідного центру SFPA. У 1998 році прийнятий на роботу до Міністерства закордонних справ Словаччини на посаду директора Департаменту аналізу та планування. У 2001—2003 роках був радником прем'єр-міністра Словаччини Мікулаша Дзурінди. Працював у посольстві у Вашингтоні (2003—2007), Постійному представництві Словацької Республіки при міжнародних організаціях у Відні (2009—2011), а також надзвичайним і повноважним послом Словацької Республіки у Сполученому Королівстві Великої Британії та Північної Ірландії (2011—2015). Працював радником міністра та був членом команди міністра Мирослава Лайчака на виборах на посаду Генерального секретаря ООН. З липня 2017 року очолював Департамент стратегічних комунікацій Міністерства закордонних і європейських справ Словацької Республіки. Надзвичайний і Повноважний Посол Словаччини у Данії (2018—2022). У 2022 році став радником прем'єр-міністра Едуарда Геґера.
У травні 2023 року призначений міністром закордонних та європейських справ у технічному уряді Людовіта Одора. У жовтні 2023 його змінив на цій посаді Юрай Бланар.